# Can Limbo
Can Limbo és una obra del municipi de Cassà de la Selva (Gironès) inclosa en l'Inventari del Patrimoni Arquitectònic de Catalunya.

## Descripció
Es tracta d'un edifici unifamiliar de tres plantes. Té una escala clàssica il·luminada per la torre. La planta noble ocupa el primer pis. Hi ha un cancell d'entrada de fusta i vidre gravat amb tema floral. La façana parcialment deteriorat presenta decoracions amb motius florals. És arrebossada i actualment les decoracions quasi no es veuen. Les parets interiors són estucades i molt conservades. A l'interior hi ha decoracions pictòriques interessants i mobles d'estil isabelí; alguns datats l'any 1870. També hi han retratats de la família Bau.

## Història
La família Baus va construir la casa i provenia del món rural, concretament d'una masia propera. La construcció d'aquest edifici es faria durant l'esplendor de la indústria del suro, a la vegada que es traslladarien a viure la casa fou venuda als actuals propietaris.